# 牙鰏屬
牙鰏屬（學名：Gazza）是蝴蝶魚目鰏科的一屬。

## 形态
背鳍硬棘8枚、軟條15到17枚，臀鳍硬棘3枚、軟條13到14枚。

## 分布
本属分布于印度洋到中太平洋一带，多為深度少于20米的浅海底棲的热带魚類，部份超过50米深，少数至亚热带，一些在咸淡水域，少数分佈至遠洋帶。

## 分類
本屬包含5個物種：
- 寬身牙鰏 Gazza achlamys  Jordan & Starks, 1917：又稱裸牙鰏。
- 長齒牙鰏 Gazza dentex  (Valenciennes, 1835)
- 小牙鰏 Gazza minuta  (Bloch, 1795)
- 菱牙鰏 Gazza rhombea  Kimura, Yamashita & Iwatsuki, 2000
- 腹鱗牙鰏 Gazza squamiventralis  Yamashita & Kimura, 2001